# Pseudopus apodus
Genre
Espèce
Synonymes
- Lacerta apoda Pallas, 1775
- Ophisaurus apodus (Pallas, 1775)
- Pseudopus serpentinus Merrem, 1820
- Pseudopus durvillii Cuvier, 1829
- Ophisaurus apodus thracius Obst, 1978

Pseudopus apodus, unique représentant du genre Pseudopus, est une espèce de sauriens de la famille des Anguidae. Cette espèce est appelée en français Orvet des Balkans ou Orvet géant des Balkans.

## Répartition
Cette espèce se rencontre :
- en Croatie, en Bosnie-Herzégovine, au Monténégro, en Albanie, en Macédoine, en Grèce, en Bulgarie, en Ukraine, dans le sud de la Russie, en Géorgie, en Arménie, en Azerbaïdjan et en Turquie ;
- en Syrie, au Liban, en Israël, en Jordanie, en Irak, en Iran, au Turkménistan, en Ouzbékistan, au Kazakhstan, au Kirghizistan, au Tadjikistan, en Afghanistan.

## Description

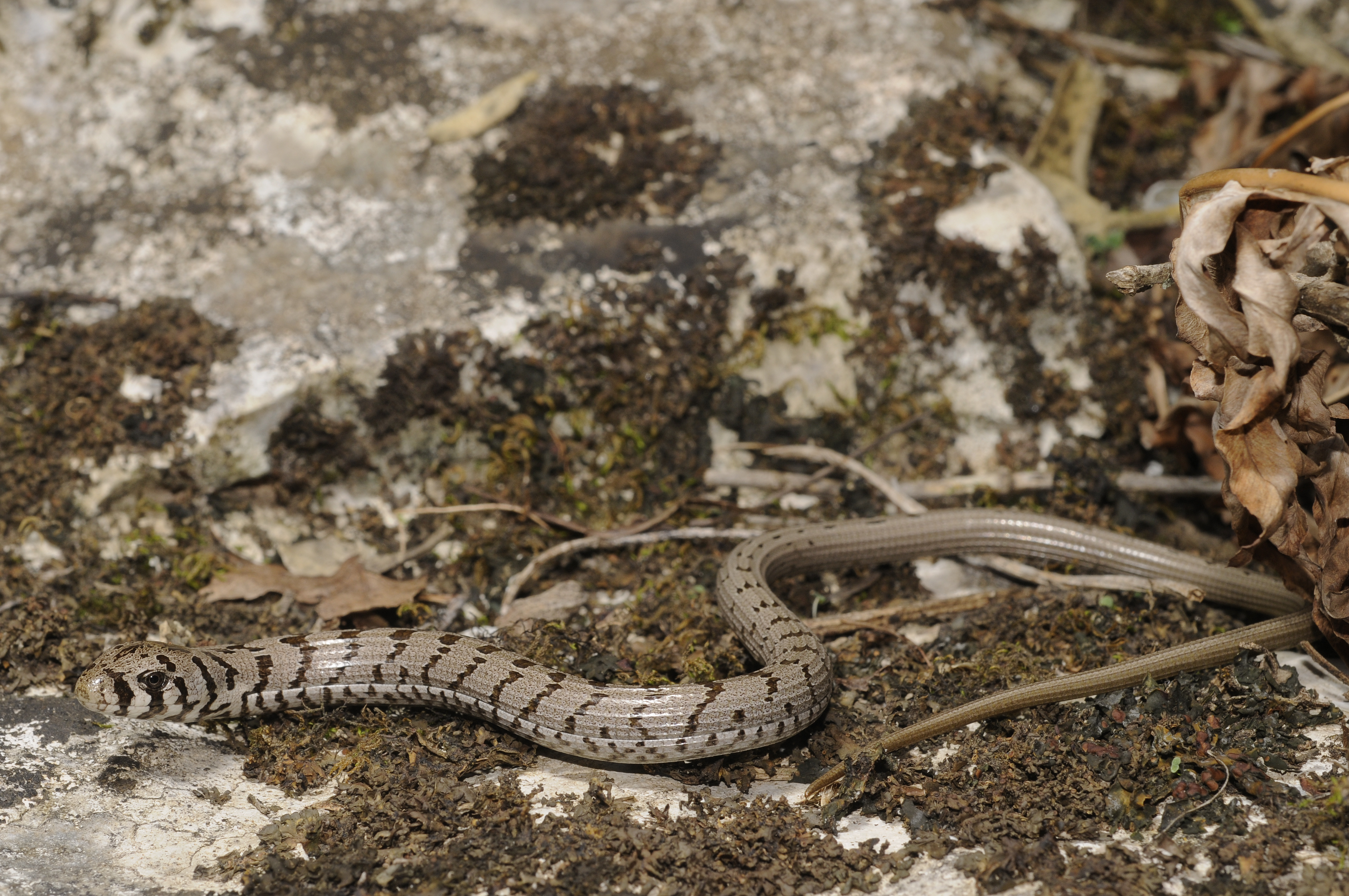
Pseudopus apodus

Cette espèce peut mesurer jusqu'à 135 cm, ses pattes sont très réduites, ne mesurant que 2 mm. sa queue, lorsqu'elle est intacte, mesure environ 1,5 fois la taille du corps.

## Liste des sous-espèces
Selon The Reptile Database (25 mai 2012) :
- Pseudopus apodus thracius (Obst, 1978)
- Pseudopus apodus apodus (Pallas, 1775)

## Étymologie
Le nom de ce genre, Pseudopus, vient du grec ψευδης, « faux, menteur », et πους, ποδος, « pied », soit « à fausses pattes » en référence au fait qu'il présente deux vestiges de pattes au niveau du cloaque.
Le nom spécifique, apodus, vient du grec α, « sans », et πους, ποδος, « pied », soit « sans pattes ».

## Dans la culture populaire
La présence de reptiles possédant des paupières dans plusieurs films (Indiana Jones, Harry Potter et la Chambre des secrets) indique qu'il s'agit de cet orvet.

## Publications originales
- Merrem, 1820 : Versuch eines Systems der Amphibien I (Tentamen Systematis Amphibiorum). J. C. Krieger, Marburg, p. 1-191 (texte intégral).
- Obst, 1978 : Zur geographischen Variabilitat des Scheltopusik, Ophisaurus apodus (Pallas) (Reptilia, Squamata, Anguidae). Zoologische Abhandlungen (Dresden), vol. 35 no 8, p. 130-140.
- Pallas, 1775 : Lacerta apoda descripta. Novi Commentarii Academiae Scientiarum Imperialis Petropolitanae, vol. 19, p. 435-454.